# EU-Pflanzenpass

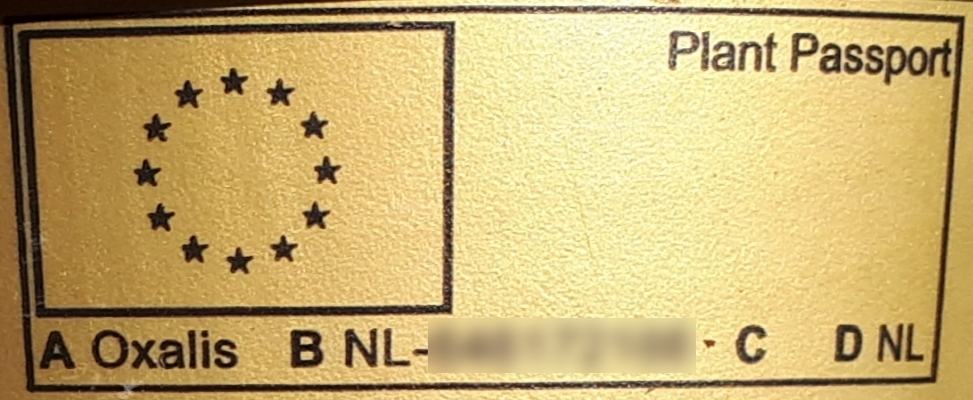
EU Pflanzenpassstempel auf Blumentopf

Beim EU-Pflanzenpass (bis 13. Dezember 2019 EG-Pflanzenpass) handelt es sich um ein Dokument, das beim Handel von Pflanzen und Pflanzenerzeugnissen, die im Anhang V der Richtlinie 2000/29/EG aufgeführt sind, im Europäischen Binnenmarkt die Freiheit von Quarantäneschadorganismen dokumentiert und seit dem 1. Juni 1993 die bis dahin erforderlichen und jetzt nur noch für das Verbringen außerhalb der EU nötigen Pflanzengesundheitszeugnisse ersetzt.
Seit Inkrafttreten der Kontrollverordnung (EU) 2017/625 und der Pflanzengesundheitsverordnung (EU) 2016/2031 am 14. Dezember 2019 gelten für den EU-Pflanzenpass neue Regelungen.

## Geschichte
Seit der Mensch sesshaft wurde und die Nahrungsgewinnung u. a. durch Auslese und gezielten Anbau von geeigneten Pflanzen betreibt, verbringt er auf seinen Wanderungen Pflanzen von ihren ursprünglichen Wuchsorten an neue Standorte und mit den Pflanzen stets auch unabsichtlich Begleitorganismen.
Ab dem ausgehenden Mittelalter und dem Einsetzen der großen Entdeckungsreisen (Christoph Columbus, Vasco da Gama, Nicolao Coelho, Hernán Cortéz etc.) werden verstärkt Nutz- und Zierpflanzen über große Entfernungen von ihren natürlichen Ursprungshabitaten in andere Länder und Kontinente verbracht. Dabei werden mit den gewünschten Pflanzen auch unerwünschte Schadorganismen (Viren, Bakterien, Pilze und auch tierische Schadorganismen) verfrachtet, z. B. Tabakblauschimmel und Feuerbrand. Gleiches geschieht durch den weltweiten Handel mit Agrarprodukten, z. B. Getreide. Die Pflanzen am ursprünglichen natürlichen Standort haben im Lauf der Evolution weitgehende Resistenzen gegen die dort vorkommenden Schadorganismen ausgebildet, während am neuen Wuchsort die dort heimischen oder bereits kultivierten Pflanzen den neuen Schadorganismen oft schutzlos ausgeliefert waren. Dies führte, in Verbindung mit in der Landwirtschaft verbreiteten Monokulturen, zu massenhafter Vermehrung der Schadorganismen und in der Folge großen Schäden in Landwirtschaft und Natur. Verbreitet sich ein Schadorganismus innerhalb kurzer Zeit epidemieartig, kann es zu gravierenden Folgen wie Hungersnöten kommen. Ein Beispiel dafür ist der um 1840 aus Nordamerika nach Europa eingeschleppte Erreger der Kraut- und Knollenfäule, der in Irland die Große Hungersnot auslöste.
In der Folge solcher Ereignisse ist man bemüht, beim Verbringen von Pflanzen und Pflanzenerzeugnissen das ungewollte Verschleppen von Schadorganismen zu verringern bzw. vermeiden. Im Ursprungsland wird das für den Export bestimmte Pflanzenmaterial von der zuständigen Behörde auf Krankheitserreger kontrolliert und die Unbedenklichkeit durch ein Phytosanitäres Zeugnis (Pflanzengesundheitszeugnis) bestätigt. Nur mit diesem Zeugnis ist die Einfuhr im Bestimmungsland möglich.
Unter der Schirmherrschaft der Ernährungs- und Landwirtschaftsorganisation der Vereinten Nationen (FAO) trat am 6. Dezember 1951 das Internationale Pflanzenschutzabkommen (International Plant Protection Convention, IPPC) in Kraft, in welchem das Verfahren geregelt ist. Innerhalb der Europäischen Wirtschaftsgemeinschaft wurde das Verfahren zum 21. Dezember 1976 durch die Richtlinie 77/93/EWG geregelt, in Deutschland umgesetzt durch das Pflanzenschutzgesetz (PflSchG) und die Pflanzenbeschauverordnung (PflBeschauV 1989).
Mit der Verwirklichung des Gemeinsamen Binnenmarktes zum 1. Januar 1993 entfielen die Binnengrenzen und damit die Zollkontrollen zwischen den Mitgliedsländern (Anmerkung: pflanzenschutzrechtlich gehören die Kanarischen Inseln nicht zur EU). Damit war es erforderlich, Maßnahmen zu treffen, um eine Ausbreitung von Schadorganismen durch innergemeinschaftliches Verbringen lebender Pflanzen oder pflanzlicher Produkte zu verhindern. Um die innergemeinschaftlichen Pflanzenschutzregelungen zu harmonisieren, legte die Kommission zum 1. Januar 1993 einen «gemeinschaftlichen Kodex der Pflanzenschutzpraktiken» vor. Nachdem die Richtlinie von 1976 mehrfach in wesentlichen Punkten geändert wurde, war es geboten, die Richtlinie neuzufassen. Mit der Richtlinie 2000/29/EG vom 8. Mai 2000 wurde das aktuell gültige Regelwerk geschaffen.

## Verfahren
Voraussetzung für die Verbringung von pflanzenpasspflichtigen Pflanzen innerhalb der EU ist die Registrierung bei der jeweils zuständigen Behörde. Der Erzeuger erhält eine Registriernummer (= Betriebsnummer), die ihn eindeutig ausweist. Nach der Registrierung wird dem Erzeuger der erforderliche Pflanzenpass von der zuständigen Behörde ausgestellt. Um das Verfahren zu vereinfachen, z. B. bei einem großen Erzeuger mit einer großen Zahl Lieferungen innerhalb des Gemeinsamen Marktes, kann der Betrieb bei der zuständigen Behörde beantragen, Pflanzenpässe eigenverantwortlich auszustellen. Dabei sind strenge Aufzeichnungs- und Dokumentationspflichten zu beachten.

## Inhalte des EG-Pflanzenpasses bis 13. Dezember 2019
Der EG-Pflanzenpass enthält folgende Angaben:
1. die amtliche Bezeichnung «EG-Pflanzenpass».
2. die Registriernummer (Betriebsnummer), siehe oben unter «Verfahren».
3. die vom Betrieb frei vergebene eindeutige Seriennummer des Pflanzenpasses. Das kann die Nummer des zugehörigen Lieferscheines sein, die Rechnungsnummer, eine fortlaufende interne Pflanzenpass-Nr. oder ähnliches.
4. der botanische Name der Pflanze.
5. die Menge, entweder als Stückzahl (z. B. bei lebenden Pflanzen) oder als Masse (z. B. bei Holzbrettern).
6. bei Pflanzen oder Pflanzenerzeugnissen aus Drittländern das Herkunftsland.
7. beim Verbringen in Schutzgebiete die Buchstaben «ZP» für «Zona Protecta» und die Angabe des Schutzgebietes mit den Organismen, deren Einschleppen oder Ausbreiten im Schutzgebiet verboten ist. Die Organismen werden mit Kapitel und laufender Nummer gemäß Richtlinie 2000/29/EG Anhang IV B[15] angegeben, z. B. bei dem Pilz Gremmeniella abietina, der Nadelbäume befällt, und für den Irland ein Schutzgebiet ist, «c2».
8. wenn es sich um einen Austauschpass handelt, d. h. der EU-Pflanzenpass einen anderen Pflanzenpass ersetzt, sind die Buchstaben «RP» für «Replacement Passport» gemäß Richtlinie 2000/29/EG Artikel 10 Absatz 3 fünfter Gedankenstrich anzugeben. Ein Austauschpass ist z. B. erforderlich, wenn eine Sendung aufgeteilt oder aus mehreren Sendungen zusammengefügt wird. Hierbei muss sichergestellt werden, dass der Weg vom Erzeuger bis zum Endabnehmer nachzuvollziehen ist, z. B. durch die Angabe der Registriernummer des ursprünglichen Erzeugers.

### «kleines Etikett»
Amtliches Etikett mit den Angaben 1–3 an der Pflanze bzw. Partie plus Warenbegleitpapier (z. B. Lieferschein) mit den Angaben 1–8, z. B. bei Sendungen, die aus mehreren Arten bestehen und ggf. nur zum Teil EG-Pflanzenpass-pflichtige Arten enthalten. Verwendet der Erzeuger andere Etiketten, z. B. Sortenetiketten für den Verkauf, so kann anstelle der Verwendung des kleinen amtlichen Etikettes das Eigenetikett zusätzlich mit den Angaben 1–3 versehen werden. Ein Warenbegleitpapier mit den Angaben 1–8 ist dann ebenfalls erforderlich.

### «großes Etikett»
Amtliches Etikett mit allen Angaben 1–8 an der Pflanze bzw. Partie. Dies ist meist nur bei Sendungen der Fall, die aus einer größeren Stückzahl einer einzigen Art, Sorte, Herkunft und Bestimmung bestehen.

## Inhalte des EU-Pflanzenpasses seit 14. Dezember 2019
Der EU-Pflanzenpass enthält folgende Angaben:
1. die Flagge der EU links oben,
2. die amtliche Bezeichnung "Pflanzenpass/Plant passport rechts oben,
3. den Buchstaben "A" gefolgt vom botanischen Namen der Pflanze,
4. den Buchstaben "B" gefolgt vom Ländercode mit der Registriernummer (Betriebsnummer) der Lieferanten bzw. Produzenten,
5. den Buchstaben "C" gefolgt von einer Rückverfolgungsnummer,
6. den Buchstaben "D" gefolgt vom Ursprungsland als zweistelligem ISO-Ländercode.

## Schutzgebiete
Schutzgebiet (Zona Protecta, ZP) im Sinne der Richtlinie 2000/29/EG sind Gebiete, die pflanzengesundheitlich besonders gefährdet sind (Präambel Absatz 24). Gemäß Artikel 2 Absatz 1 Buchstabe h sind dies innerhalb der EU liegende Gebiete, die zwar für in der Richtlinie aufgeführte Schadorganismen günstige Lebensbedingungen aufweisen, aber in denen diese Schadorganismen weder einheimisch (endemisch) noch bisher angesiedelt sind, oder bei denen aufgrund der günstigen ökologischen Bedingungen die Gefahr besteht, dass von außerhalb der EU neue Schadorganismen angesiedelt werden könnten.
In der Regel handelt es sich bei den Schutzgebieten um Gebiete, die isoliert sind, was die Ansiedlung von Schadorganismen bisher verhindert hat. Es kann sich, wie z. B. bei Inseln (Irland, Großbritannien, Korsika etc.), um eine geographische Isolation handeln oder um eine klimatische Isolation (z. B. Dänemark, Schweden, Finnland).